# Long Beach (Terre-Neuve-et-Labrador, route 204)
Pour les articles homonymes, voir Long Beach.
Long Beach est un village canadien situé sur l'île de Terre-Neuve dans la province de Terre-Neuve-et-Labrador. Il est accessible par la route 204.

## Annexe